# Potomstvo
Potomstvo  su organizmi, koji imaju dio genetskog materijala roditelja. Kod brojnih živih bića se roditelji brinu za svoje potomstvo: hrane ih, brane od opasnosti... itd. 
Roditeljska skrb instinktivno je ponašanje jednog ili oba roditelja za svoje potomstvo.